# MOSC2
MOSC2‏ (Mitochondrial amidoxime reducing component 2) هوَ بروتين يُشَفر بواسطة جين MOSC2 في الإنسان.